# 拉弗赖克鲁瓦
拉弗赖克鲁瓦（法語：La Vraie-Croix，法語發音：[la vʁɛ kʁwa]）是法国莫尔比昂省的一个市镇，位于该省中东部偏南，属于瓦讷区。

## 地理
拉弗赖克鲁瓦（47°41'23"N, 2°32'34"W）面积16.63 平方千米，位于法国布列塔尼大區莫尔比昂省，该省份为法国西北部沿海省份，位于布列塔尼半岛南部，北起阿摩尔滨海省、西接菲尼斯泰尔省，南濒大西洋，东南接大西洋卢瓦尔省，东临伊勒-维莱讷省。
与拉弗赖克鲁瓦接壤的市镇（或旧市镇、城区）包括：拉雷、凯斯唐贝尔、叙尔尼亚克、埃尔旺。

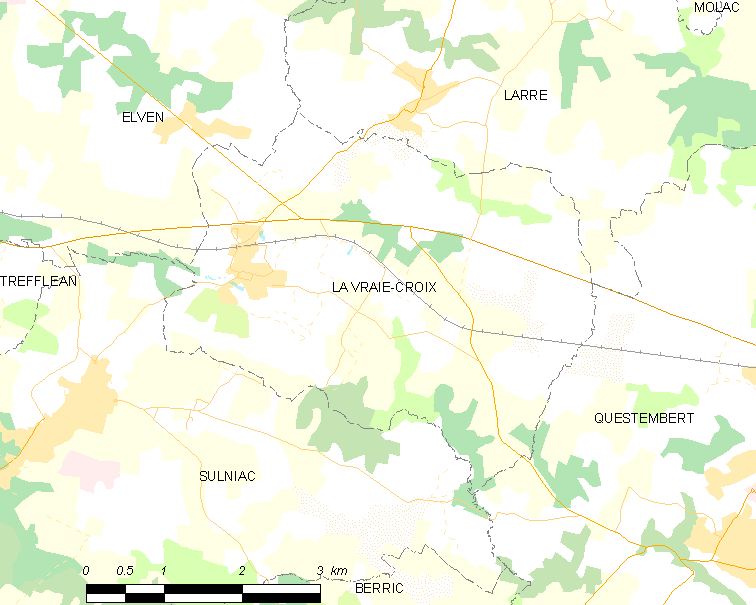
拉弗赖克鲁瓦的OSM定位图

拉弗赖克鲁瓦的时区为UTC+01:00、UTC+02:00（夏令时）。

## 行政
拉弗赖克鲁瓦的邮政编码为56250，INSEE市镇编码为56261。

## 政治
拉弗赖克鲁瓦所属的省级选区为凯斯唐贝尔县。

## 人口

1962-2008年间拉弗赖克鲁瓦人口变化图示

拉弗赖克鲁瓦于2022年1月1日时的人口数量为1484人。